# Atanazy IV (Dabbas)
Atanazy IV, nazwisko świeckie Dabbas (zm. 1724) – prawosławny patriarcha Antiochii w latach 1686–1694 i 1720–1724.